# Leah Feldman

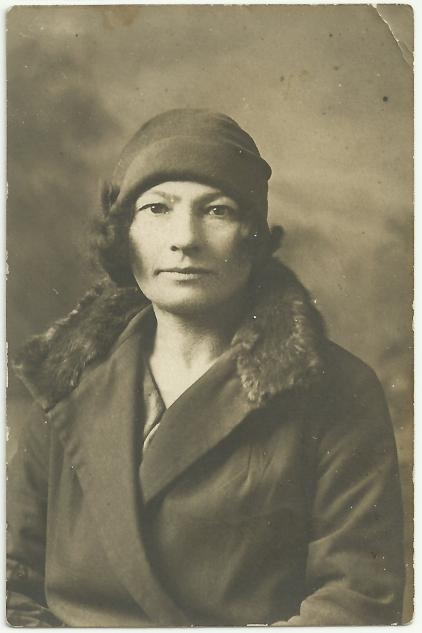
Leah Feldman (1919)

Leah Feldman (jiddisch לאה פֿעלדמאן; geb. September 1898 in Odessa, Gouvernement Cherson, Russisches Kaiserreich; gest. 3. Januar 1993 in London), auch bekannt als Leah Downes, war eine anarchistische Aktivistin. Sie war fast 80 Jahre lang in der anarchistischen Bewegung aktiv. Die meiste Zeit lebte sie in London, wo sie als Näherin arbeitete. Sie fungierte gegen Ende ihres Lebens als letztes lebendes Bindeglied der britischen anarchistischen Bewegung zur Russischen Revolution, der Revolutionären Aufständischen Armee der Ukraine und der vor dem Ersten Weltkrieg entstandenen jüdischen anarchistischen Bewegung im East End von London.

## Biografie
Leah Feldman wurde im September 1898 in einer jiddischsprechenden jüdischen Familie in Odessa geboren. Sie hatte eine Schwester und einen Bruder namens Abram. Als Feldman noch klein war, zog die Familie nach Warschau, Kongresspolen. Im Jahr 1913 ging Feldman mit einigen Verwandten, gegen den Willen ihrer Mutter, nach England, wo sie den Beruf ihres Vaters ergriff und zur Kürschnerin ausgebildet wurde. Ein Freund, Max Albeck, Sohn eines Rabbiners, der als Zwecker („nailer“) in einem Londoner Pelzbetrieb tätig war, hatte ihr die Reisekosten bezahlt. Kennengelernt hatte sie ihn im Alter von zwölf Jahren in einem sozialistischen Klub in Warschau. Später arbeitete sie als Modistin. In dieser Anfangszeit kam sie mit der englischen anarchistischen Bewegung in Berührung. Feldman las Peter Kropotkins Pamphlet Ein Appell an die Jugend und begann, die „Sonntagsschule“ des Jubilee Street Anarchist Club zu besuchen. Sie ging zu den wöchentlichen Vorträgen von Rudolf Rocker und freundete sich mit dessen erstem Sohn, der jünger als sie war, an. Sie beteiligte sich an der jiddischsprachigen Gewerkschaftsbewegung, die im Arbeiterviertel in East London aktiv war.
Der Erste Weltkrieg hinderte Feldman daran, zu ihrer Familie nach Warschau zurückzukehren. Im Mai 1917 zog sie, wie viele russische und osteuropäische jüdische Anarchisten in Großbritannien, nach Russland, um an der Russischen Revolution teilzunehmen. Dort lernte sie Kropotkin kennen, im Mai 1921 nahm sie an seiner Beerdigung in Moskau teil. Während einige westliche Anarchisten dieser Zeit dazu übergingen, den Bolschewismus zu unterstützen, stand Feldman der neuen bolschewistischen Regierung heftig kritisch gegenüber und blieb dies auch für den Rest ihres Lebens. Feldman fuhr in die Ukraine, um sich an der Machno-Bewegung zu beteiligen. Als deren Armee besiegt war, nutzte sie ein „Privileg“, das Frauen angeboten wurde – sie wechselte die Staatsangehörigkeit durch eine formelle Heirat mit einem deutschen Anarchisten und verließ das Land. Die beiden sahen sich nicht wieder. Im Jahr 1927 reiste sie nach Berlin, lebte dann ein Jahr lang in Paris und kehrte 1928 nach London zurück. Da ihr die Einreise nach Großbritannien zunächst verweigert worden war und sie sich staatenlos fühlte, heiratete sie, trotz ihrer bestehenden Ehe, 1931, ebenfalls formell und proforma, einen britischen Ex-Soldaten, um die britische Staatsbürgerschaft zu erhalten.
Sie bezog eine Wohnung in Lordship Park (Stoke Newington) und war weiterhin in der Pelzindustrie beschäftigt, wo sie bei ihren Kollegen Geld, Lebensmittel und Kleidung zur Unterstützung ausländischer Widerstandsgruppen sammelte. Die anarchistische Bewegung in London empfand sie als deprimierend und auf dem Rückzug befindlich. In den 1930er Jahren lebte sie vier Jahre lang in Palästina. 1936 kehrte sie nach London zurück, wo sie die anarchistische Bewegung im Spanischen Bürgerkrieg aktiv unterstützte. Sie trug dazu bei, dass die Freedom-Press-Gruppe beschloss, die verbleibenden Vermögenswerte der Gruppe zur Unterstützung der neuen Zeitung Spanien und die Welt zu verwenden. Feldman betätigte sich, neben der Anarchistin und Frauenrechtlerin Lilian Wolfe, über viele Jahrzehnte hinweg als regelmäßige Straßenverkäuferin der anarchistischen Zeitung Freedom. Sie nahm an Kampagnen im Zusammenhang mit der Angry Brigade, den Anarchist-Black-Cross-Kampagnen sowie der Hinrichtung von Sacco und Vanzetti, für anarchistische Dissidenten im franquistischen Spanien und den Anti-Atom-Märschen der 1960er Jahre teil.
Bis ins Alter sprach sie Englisch mit einem stark mitteleuropäischen Akzent. Sie wurde als blind registriert, nachdem ihr Augenlicht bei einer Bombenexplosion geschädigt worden war, was sich durch einen Unfall in der Chirurgie verschlimmert hatte. In ihren Siebzigern reiste sie noch einmal nach Warschau, um zu versuchen, ihre Verwandten aufzuspüren, die jedoch wohl alle umgekommen waren. Leah Feldman starb am 3. Januar 1993 in London.